# Gottfried Gansinger
Gottfried Gansinger (* 1938 in Ried im Innkreis) ist ein österreichischer Historiker.
Gansinger arbeitete als Buchhändler. Zuletzt war er Direktor der Buch- und Papierhandlungen des Oberösterreichischen Landesverlages. Nach seiner Pensionierung ließ er sich zum geprüften Heimatforscher ausbilden und begann mit der Aufarbeitung der Zeit des Nationalsozialismus im Bezirk Ried im Innkreis. 

## Forschungen zur Zeitgeschichte
16 Jahre recherchierte er in Archiven und führte annähernd 200 Interviews mit Zeitzeugen. Das Ergebnis seiner Arbeit erschien 2016 in der Publikation „Nationalsozialismus im Bezirk Ried im Innkreis. Widerstand und Verfolgung 1938–1945“.
Auf Grundlage der von Gansinger durchgeführten umfangreichen Recherchen verfasste der Schriftsteller Ludwig Laher den Dokumentarroman Bitter über den österreichischen NS-Kriegsverbrecher Friedrich Kranebitter.

## Schriften
- Nationalsozialismus im Bezirk Ried im Innkreis. Widerstand und Verfolgung 1938–1945. Studienverlag GmbH, 4. erweiterte Auflage, 2018, ISBN 978-3-7065-5478-7
- VerGegenKunft, Die Geschichte des Nationalsozialismus in Ried i. I. im Spiegel der zeitgeschichtlichen Veranstaltungen 2002-2013, Ried i. I. 2003, ISBN 978-3-902684-36-3
- Fremdvölkisches Kinderheim Utzenaich (1944-1945), Erinnerung für die Zukunft, Utzenaich 2019, ISBN 978-3-200-06155-2
- Wie kommt Musik ins Blut? Dallinger, Lessky & Co., die Musikerfamilie aus dem Innviertel und ihre Vorfahren. Abschlussarbeit der Ausbildung zum Heimatforscher an der Akademie der Volkskultur, 2002, Typograf, Exemplar im OÖ. Landesarchiv Linz

## Auszeichnungen
- 2007 Ernennung zum „Konsulent für Volksbildung und Heimatpflege“ durch die oberösterreichische Landesregierung
- 2009 Bundes-Ehrenzeichen für Toleranz und Menschenrechte, verliehen durch Unterrichtsministerin Claudia Schmied[2]
- 2016 „Goldenes Ehrenzeichen der Stadt Ried“, überreicht von Bürgermeister Albert Ortig[3]
- 2018 Berufstitel „Professor“ für den Einsatz als Kulturvermittler und Heimatforscher, verliehen durch Unterrichtsminister Heinz Faßmann[4]
- 2019 „Dietmarpreis für das Lebenswerk“, verliehen von den Service-Clubs Soroptimistinnen, Ladies Circle, Rotary, Lions, Round Table, Kiwanis[5]